# 島田緑地
島田緑地（しまだりょくち）は、愛知県名古屋市天白区高島二丁目にある名古屋市営の自然生態園である。島田湿地とも呼ばれる。

## 概要
名古屋市営の自然生態園である。名古屋市東南部の天白区に位置する。かつて、この付近は湿地帯であったが、1970年代後半以降の宅地開発によって徐々に姿を消し、残存しているのは高島二丁目にある島田緑地に限られている。島田緑地は上空から見ると長方形の区域であり、宅地に囲まれている。
島田緑地には、八丁トンボをはじめ、白玉星草に代表される希少生物が見られる。湿地はpH値の低い水が湧き出し、酸性で貧栄養という恵まれた環境とはいえない。この条件に適した植物が湿地に独特の植物群を形成させた要因となっている。
園内は再生区域と保全区域に分かれており、通常立入できるのは再生区域である。再生区域は、4月 - 10月の土日祝日に公開される。保全区域は原則非公開で、生物の聖域（サンクチュアリ）とされている。見学の場合は年2回程度開催の観察会に申し込む。

## 交通

### 路線バス
- 名古屋市営バス 原11系統「島田黒石」バス停下車。

## 周辺
- 愛知県運転免許試験場（平針試験場）

## 画像

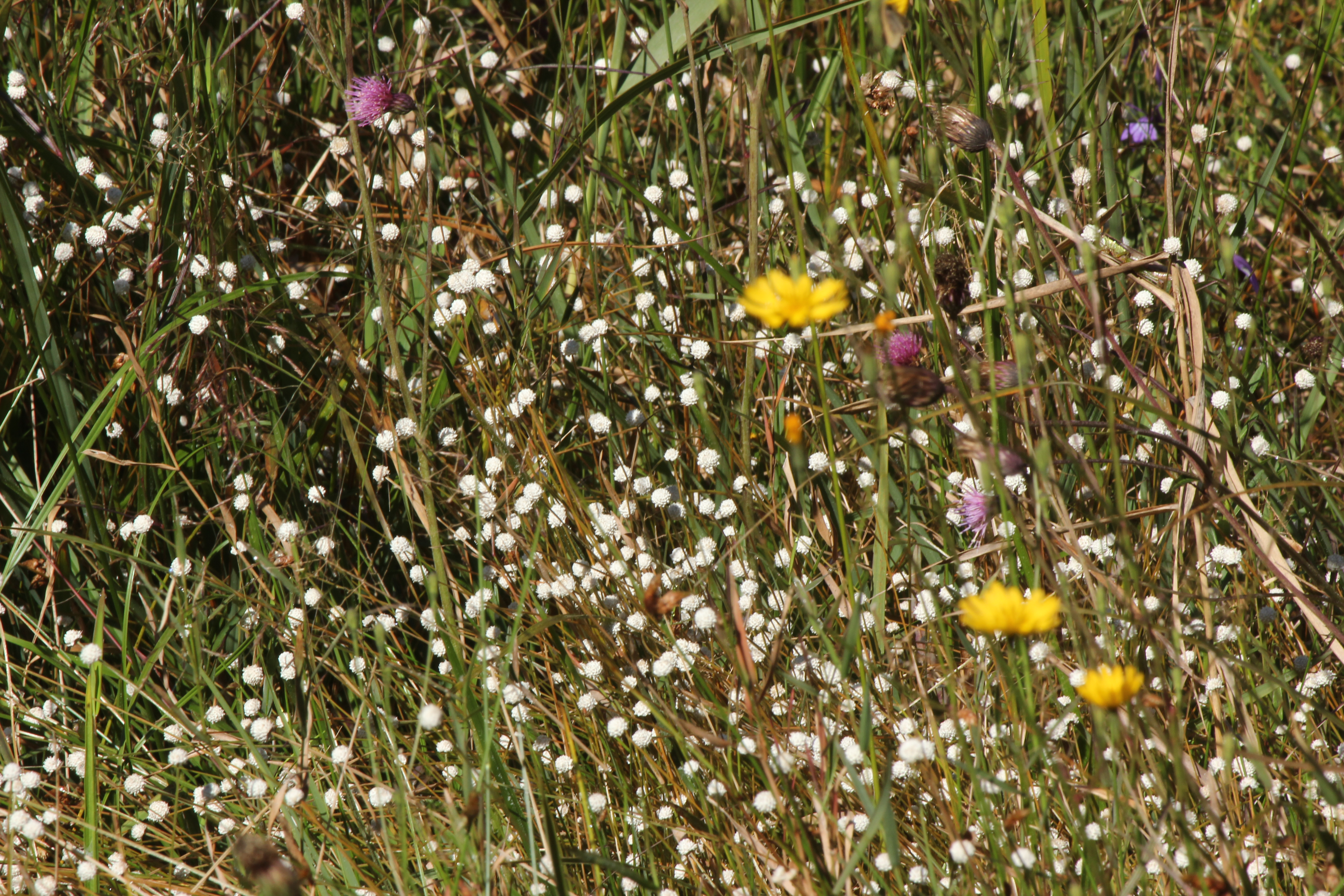
白玉星草
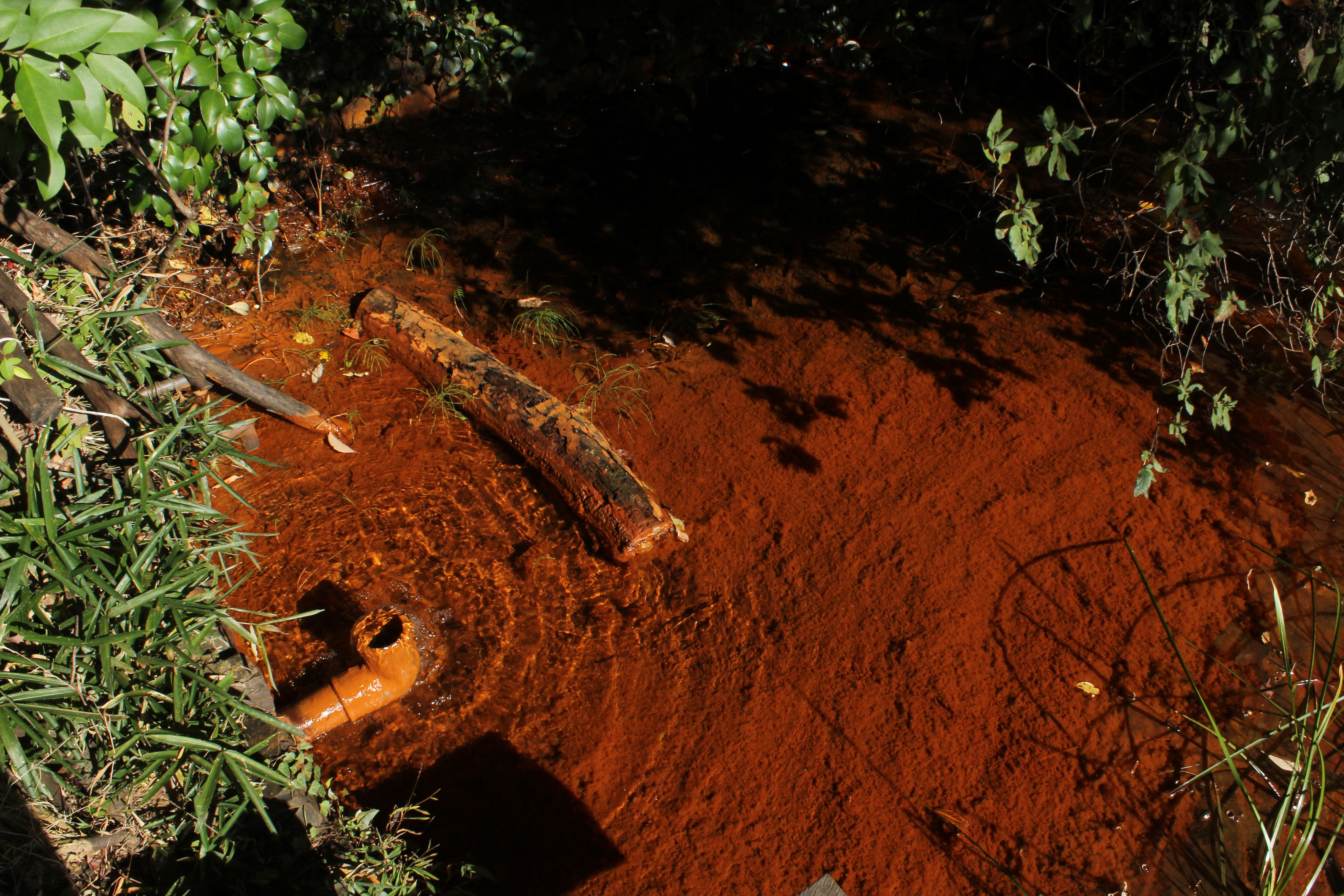
水はpH値が低いとされる
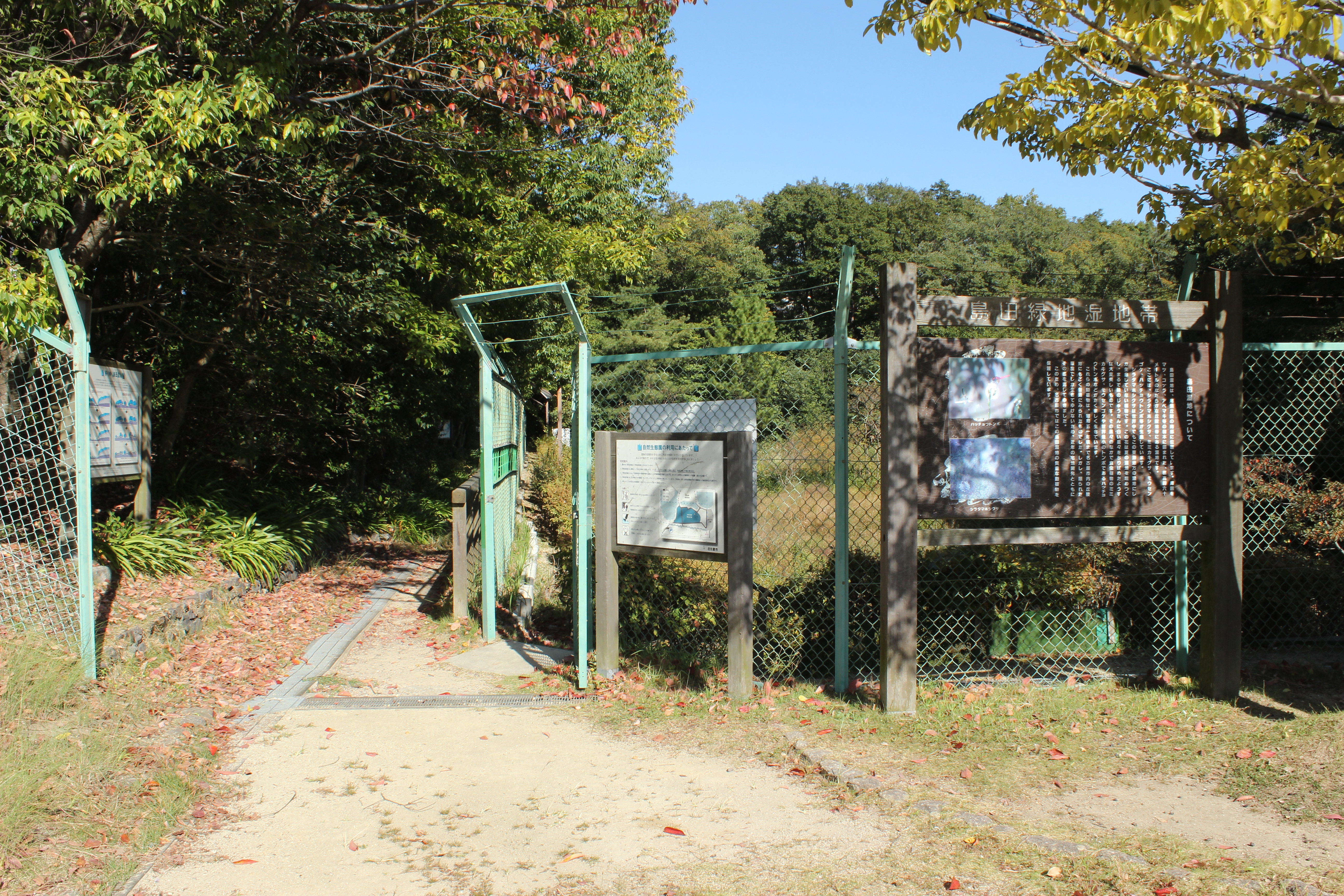
自然生態園の入口
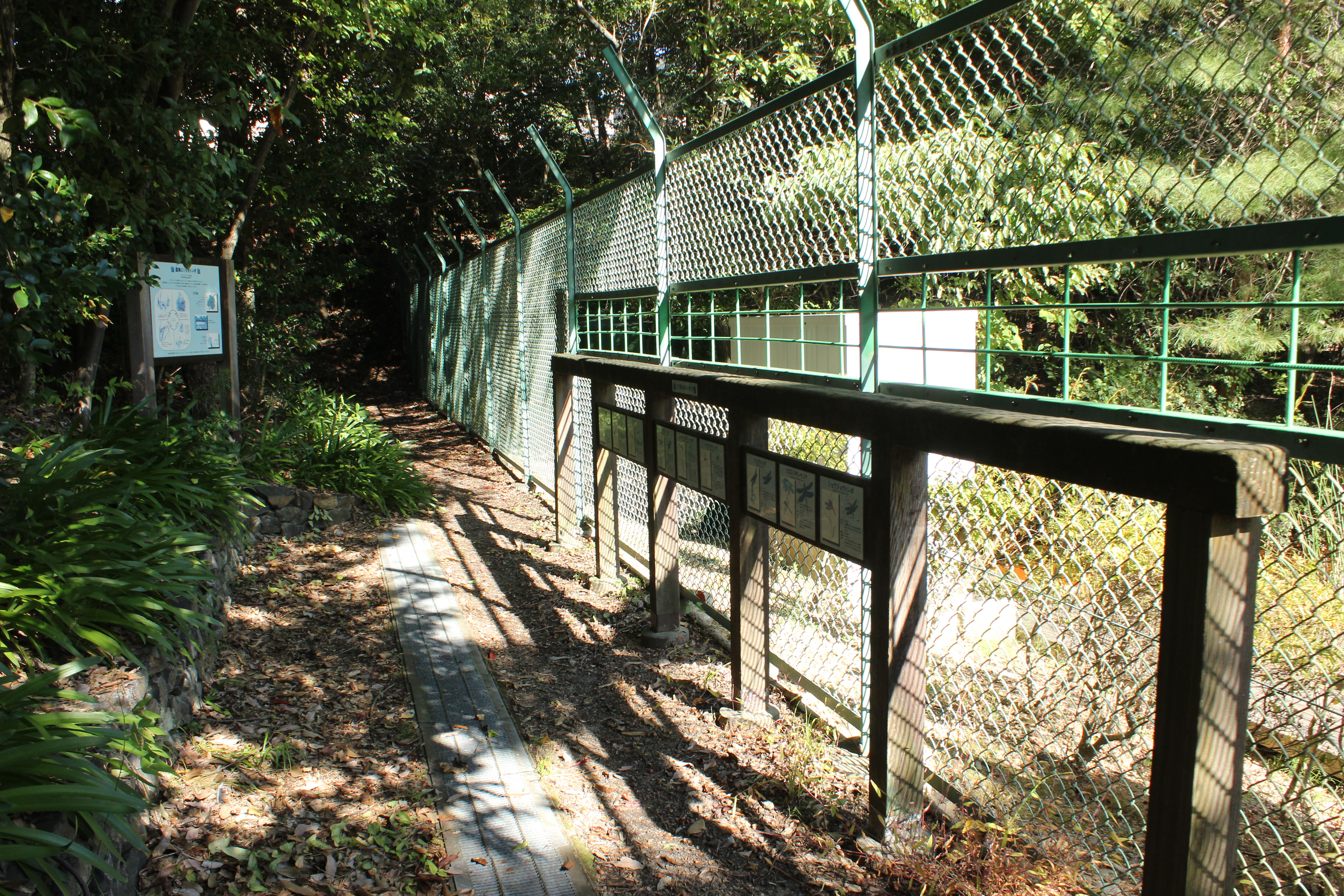
観察路からも湿地を一望できる